# 霍扬布西宾河
霍扬布西宾河（俄语：Река Хоямбусибин）是萨哈林州诺格利基区的河流，长11公里，流域面积18平方公里，注入柴沃湾。

## 引用
1. ↑  М·Г·瓦西科夫斯基. . 列宁格勒: 气象出版社. 1973 （俄语）.
2. ↑  . 国家水登记处.   [2024-01-04]. （原始内容存档于2024-01-04） （俄语）.